# Бухалница (Њамц)
Бухалница (рум. Buhalnița) насеље је у Румунији у округу Њамц у општини Хангу. Oпштина се налази на надморској висини од 514 m.

## Становништво
Према подацима из 2002. године у насељу је живело 843 становника, од којих су сви румунске националности.